# Plagiasma
Plagiasma is een geslacht van kevers uit de familie bladkevers (Chrysomelidae).
De wetenschappelijke naam van het geslacht werd in 1903 gepubliceerd door Julius Weise.

## Soorten
- Plagiasma sublineata Weise, 1903